# Hugo Kunz
Pour les articles homonymes, voir Kunz.
Hugo Kunz (10 mars 1884 à Mayence - 18 décembre 1938 à Munich) est un artiste peintre et graveur allemand.

## Biographie
Hugo Kunz étudie la peinture de 1909 à 1911 à l'Académie des beaux-arts de Munich. Il a pour professeurs Peter Halm et Hugo von Habermann. Comme peintre, il se distingue notamment par ses portraits et ses paysages expressionnistes.
Il est membre de la Sécession de Munich et de l'association Schlaraffia.